# 徳本修一
徳本 修一（とくもと しゅういち、1975年11月22日 - ）は、日本の実業家・篤農家。日本のYouTuber。農業法人トゥリーアンドノーフ〈大タブの木〉株式会社代表取締役。農水省官民タスクフォースメンバー。日本バイオ作物ネットワーク(JBCN)理事長。世界農業フォーラム評議員。グローバルグローバル・ファーマー・ネットワークのメンバー。農業系YouTuber。

## 概要
鳥取県鳥取市気高町の生まれ。1993年3月、鳥取県立鳥取商業高等学校を卒業。県東部消防局に奉職する。1999年4月、上京。タレントのマネジャー・歌手などを経て有機農業を目指してUターン就農。2012年4月2日、農業法人トゥリーアンドノーフ株式会社:IT企業バリストライドグループ株式会社の連結子会社〈現SHIFT (企業)〉の代表に就任。鳥取市気高町飯里の農場で無農薬・化学肥料不使用の有機農業に取り組む。2016年3月11日、三重県鈴鹿市での小祝政明BLOF理論の研修会に乾と参加。2020年2月7日、有機農業推進フォーラム〈主催:中国四国農政局〉パネラーとして登壇。5月1日、鉄コーティング水稲直播栽培を導入。2023年、不耕起栽培に取り組む。12月7日、NEW GREEN 農業FORUM「マイコス米、今年の実績＆これからの可能性に迫る」(仙台国際センター〉のパネラーとして登壇。2024年6月13日、米輸出促進に向けた「未来の米づくり」対話（第1回）～乾田直播・節水灌漑（マイコスDDSR）による「超低コスト・低メタン輸出米」の可能性～パネラーとして登壇。11月22日、超農祭・横浜大さん橋ホール〈主催:株式会社NEWGREEN〉のパネラーとして登壇。2025年3月6日、大阪公立大学小泉先生と対談＆ゴールデンライスを実食〈農家も知るべき、遺伝子組換え研究現場〉。8月18日、にいがた南区創生会議主催「日本の農業をめぐる先進技術の試み〈第1回〉～乾田直播・節水灌漑〈マイコスDDSR〉による「超低コスト・低メタン米」の最新情報について～」徳本修一×広瀬陽一郎氏と登壇〈会場:白根学習館ラスペックホール〉。

## 受賞
- Kleckner Award（クレックナー賞）2024年[26]。
- DLG Agri Influencer Award 2023[27]。
- アグリインフルエンサー奨励賞 2023[28][29]。

## 出演番組
- 日本放送協会『さんいんスペシャル“儲(もう)かる”農業が日本を救う〜米作り最前線〜』2025年7月11日[30]
- ABEMA『消えた21万トン...コメ転売ヤーが暗躍?現役コメ農家×元農水官僚に聞く』2025年2月18日
- ABEMA Prime『「俺を農水大臣にしろ！」「農業は経営と科学そして製造業」デヴィ夫人の元マネージャー 超キャラ強の米農家が成功を収めた理由とは』2025年2月2日[31]
- ABEMA Prime『日本の農業をリビルドしたる！』2025年1月30日[32]
- TOKYO FM 『ラジオのタマカワ』第24回放送！』2024年9月12日[33]
- テレビ朝日『羽鳥慎一モーニングショー』〈玉川取材 常識覆す 新しいコメ作り 衝撃のコスト削減〉2024年8月22日[34]
- 日本海テレビ『ニュースevery日本海』〈農業に奮闘する若者たち〉2016年10月19日[35]。
- 『NHKのど自慢』2015年5月3日[36]。
- テレビ東京『昼めし旅 〜あなたのご飯見せてください!〜』2015年4月7日[37]。